# Коле деј Контадини (Болцано)
Коле деј Контадини је насеље у Италији у округу Болцано, региону Трентино-Јужни Тирол.
Према процени из 2011. у насељу је живело 46 становника. Насеље се налази на надморској висини од 1105 м.